# Trésor impérial de Vienne

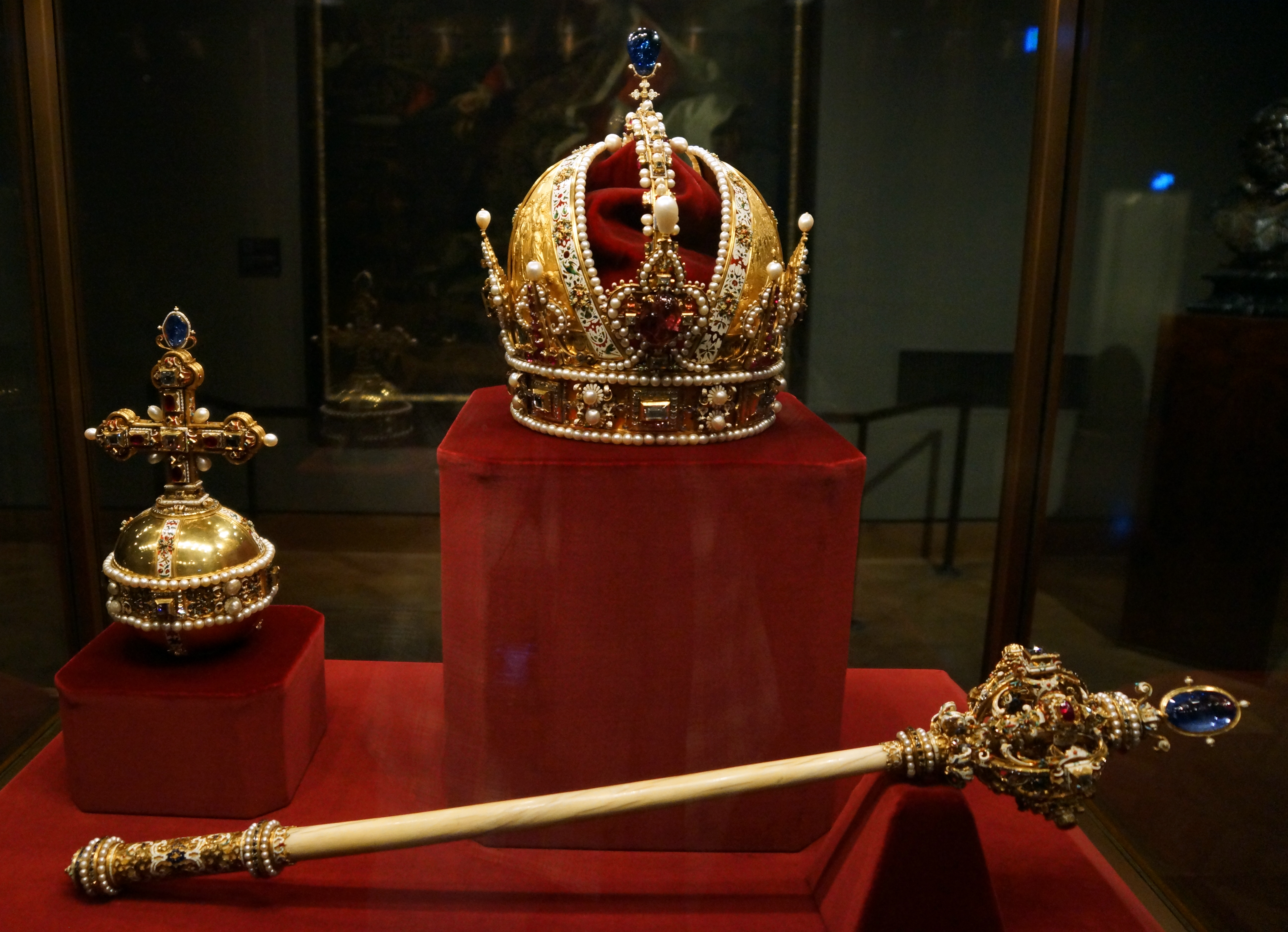
Couronne impériale, orbe et sceptre de l'empire d'Autriche, conservés dans le trésor impérial au palais de la Hofburg à Vienne.

Le Trésor impérial (allemand: Kaiserliche Schatzkammer, nom féminin) au palais de la Hofburg à Vienne, en Autriche, abrite une précieuse collection de trésors séculaires et ecclésiastiques couvrant plus de mille ans d'histoire européenne. Il fait partie des anciennes collections de la Maison des Habsbourg et des Habsbourg-Lorraine, dans lesquelles étaient conservés les objets ayant la plus haute signification dynastique ou religieuse.
Après la fin de la monarchie en 1918 et la dissolution de la cour impériale (Kaiserhof) et des biens de l'Empire (Hofärar (de)), le trésor a été géré comme un département du Kunsthistorisches Museum (KHM), situé dans l'aile suisse, la partie la plus ancienne de la Hofburg, reconstruite au xvie siècle dans le style de la Renaissance sous l’empereur germanique Ferdinand Ier. 
Le Trésor est affilié au Kunsthistorisches Museum. Il est présenté en 21 salles. Il a été réuni par la Maison de Habsbourg au cours des siècles. Il est notamment composé des joyaux de l'empire d'Autriche et des regalia du Saint-Empire, parmi lesquels figure la couronne du Saint Empire.
Le Trésor impérial est divisé en deux collections : la collection laïque et la collection ecclésiastique. La collection laïque contient de nombreux objets impériaux de la maison de Habsbourg, notamment des bijoux et des pierres précieuses qui, en raison de leur taille unique, ne pouvaient être insérés dans les couronnes impériales. Comme tous les trésors séculiers, il a été conçu pour attester du pouvoir politique et de la portée géographique de leurs propriétaires. La collection ecclésiastique contient de objets et artefacts religieux, comprenant des reliques et des objets personnels attribués à des saints.
La collection, auparavant connue sous le nom de « Trésor séculier et spirituel » (Weltliche und Geistliche Schatzkammer), est appelée « Trésor impérial » (Kaiserliche Schatzkammer) par le KHM depuis 2012.

## Collections

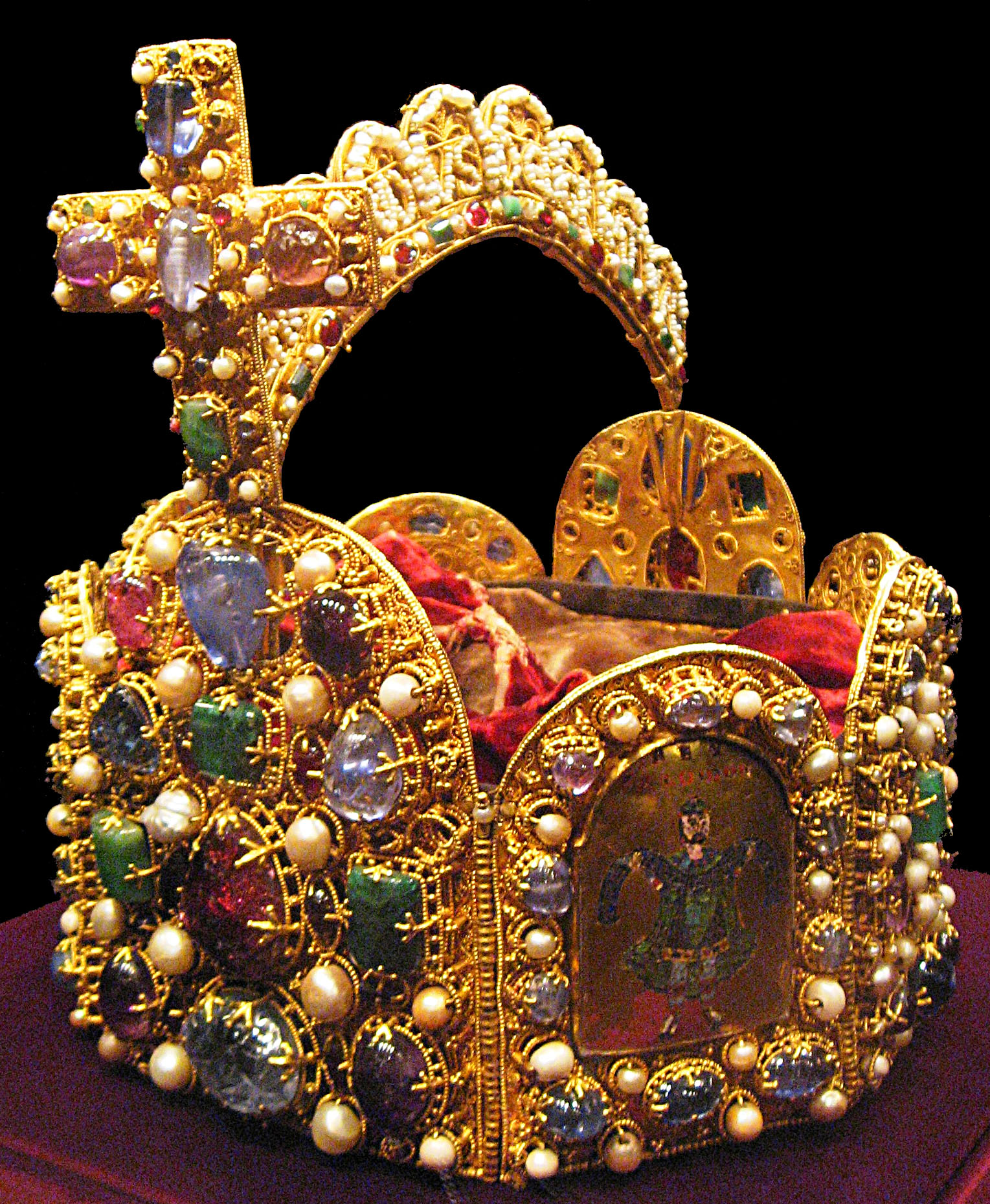
Couronne du Saint-Empire, conservée dans le Trésor impérial au palais de la Hofburg à Vienne.

Les collections du Trésor impérial ont été créées à partir de 1556 par le savant Jacopo Strada, antiquaire de la cour de Ferdinand Ier. Au xviiie siècle, Marie-Thérèse fit déplacer les trésors des Habsbourg à son emplacement actuel, dissimulant le fait que les finances de la dynastie avaient été largement affectés par les guerres dispendieuses contre la Prusse. Les regalia impériaux arrivèrent vers 1800 dans les derniers jours du Saint-Empire romain germanique en provenance de Nuremberg, où ils étaient conservés depuis 1424, afin de les préserver des troupes françaises. Après l'Anschluss de 1938, les autorités du Troisième Reich les ont ramenés à Nuremberg. Ils ont regagné Vienne à la fin de la Seconde Guerre mondiale. Leur écrin a été entièrement rénové de 1983 à 1987.

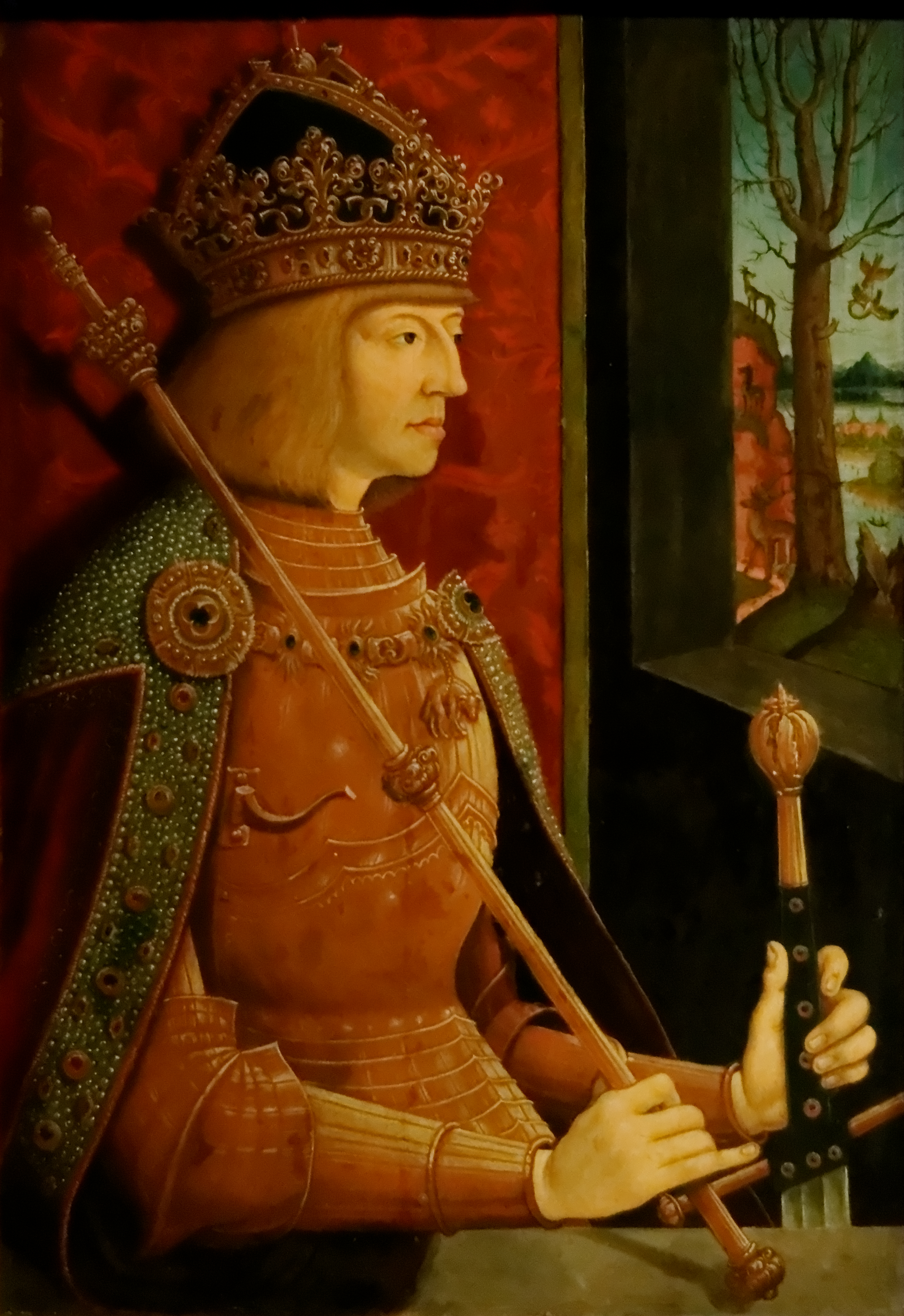
Portrait de Maximilien Ier, portant les regalia, par Bernhard Strigel, vers 1500.
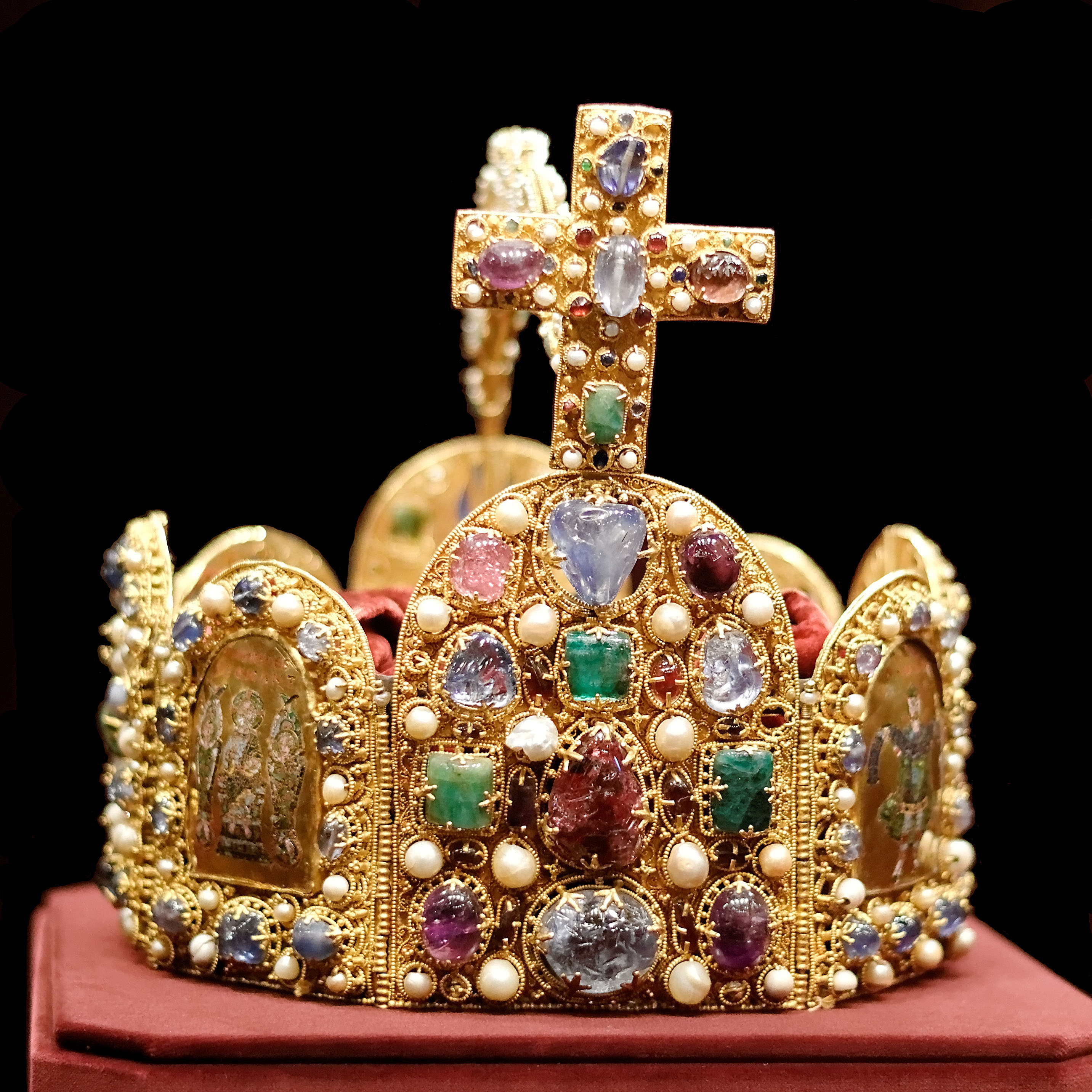
Couronne du Saint-Empire romain germanique.
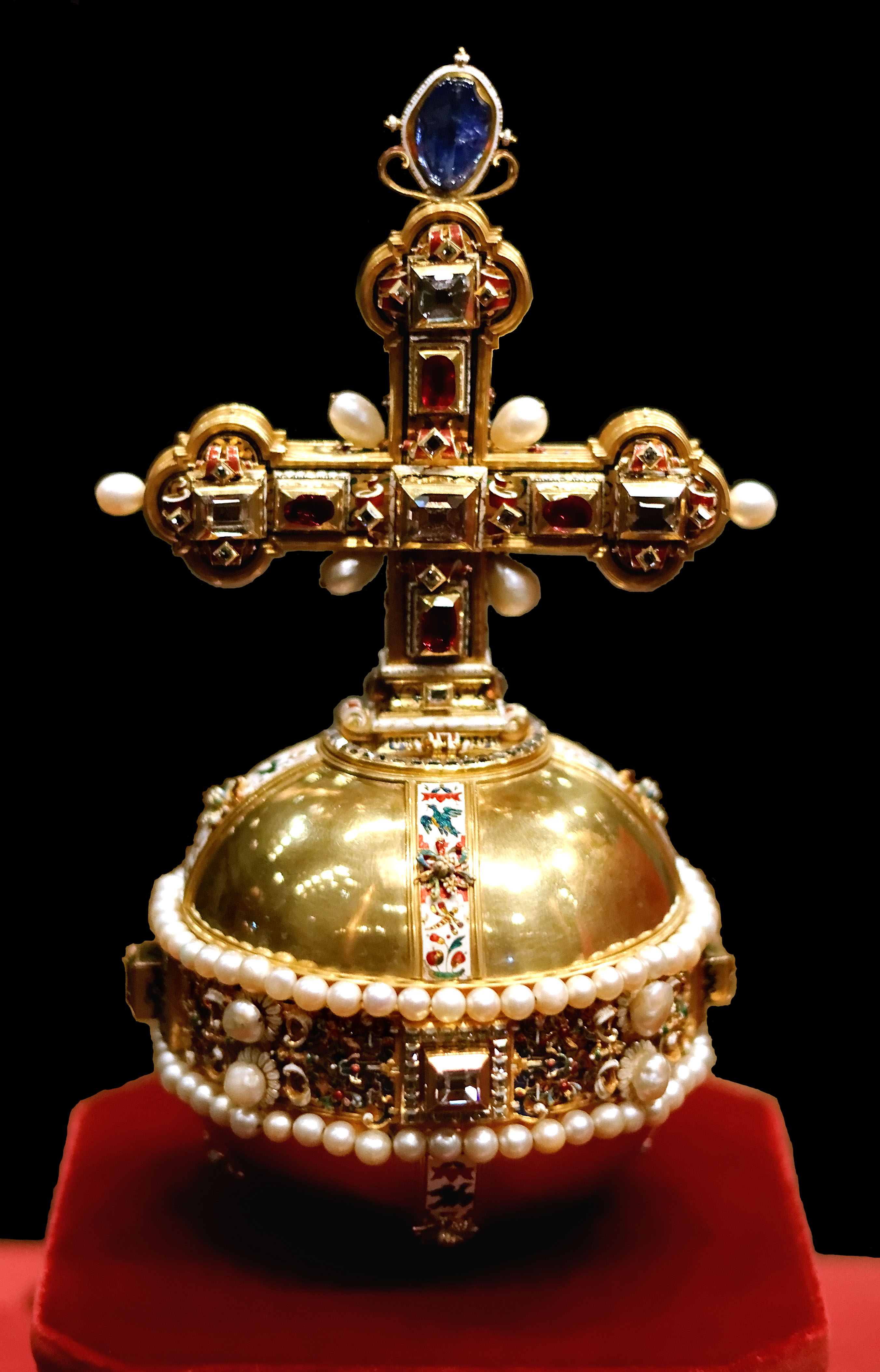
Orbe impérial du Saint-Empire romain germanique.
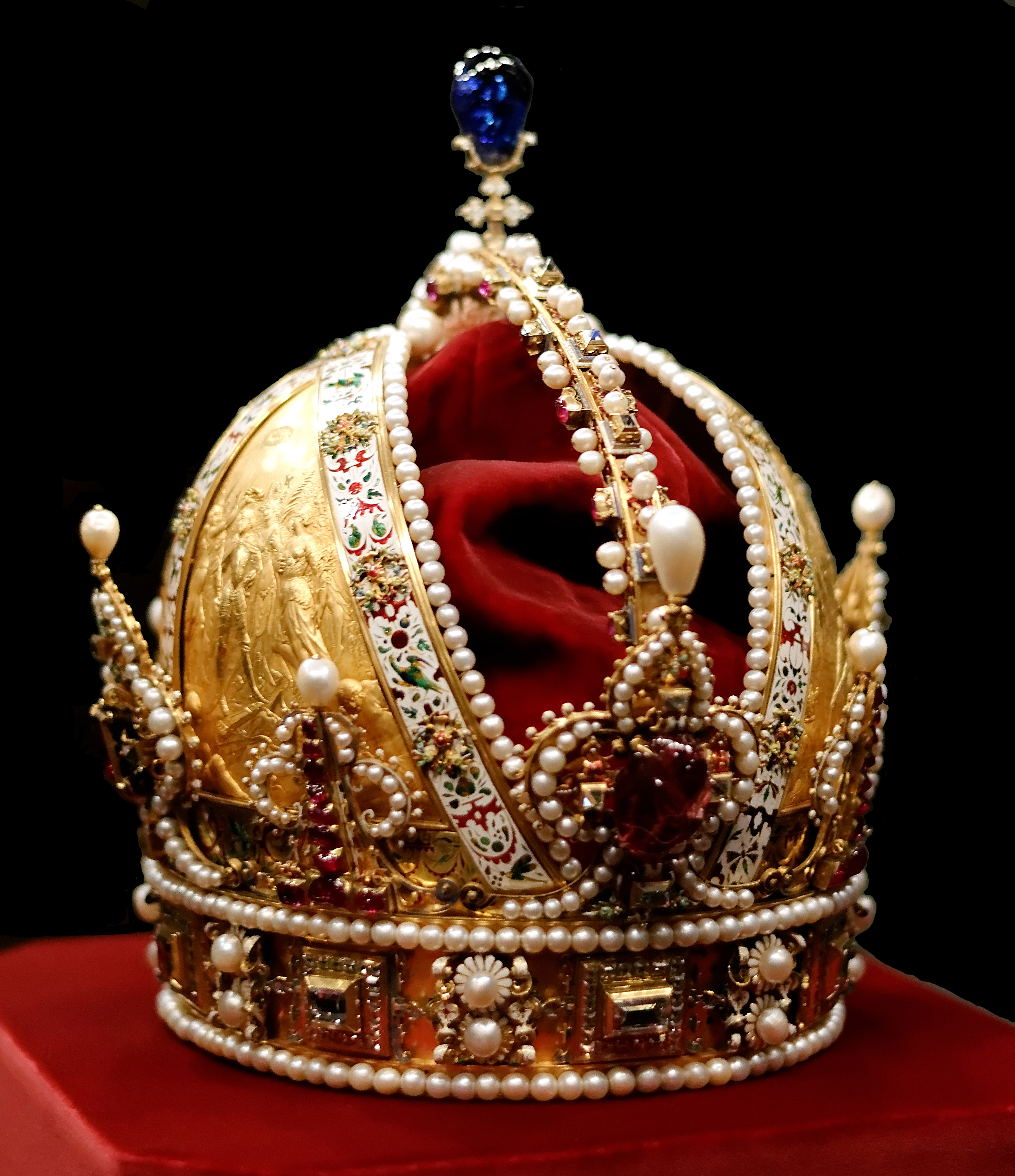
Couronne impériale d'Autriche.

### Collection laïque
Le musée séculaire contient une collection d'objets royaux : 
- Les regalia du Saint-Empire (Reichskleinodien) : insignes et joyaux du Saint-Empire romain germanique, y compris la couronne impériale, la Sainte Lance et l'épée impériale ;
- Les joyaux de la couronne autrichienne, comprenant la couronne personnelle de l’empereur Rodolphe II, qui, avec la proclamation de l’empire d'Autriche en 1804, devint la couronne impériale d'Autriche, avec le sceptre et l'orbe, les insignes portés par l’empereur Ferdinand Ier à l’occasion de son couronnement  en tant que roi de Lombardie-Vénétie en 1835, ainsi que les vêtements et autres objets précieux de l'ordre de Saint-Étienne de Hongrie et de l'ordre militaire de Marie-Thérèse ;
- Les regalia de l'archiduché d'Autriche avec la gaine du chapeau archiducal conçu pour le couronnement du roi Joseph II en 1764 ;
- Le Trésor bourguignon, partie de la dot de Marie de Bourgogne lors de son mariage avec l'archiduc Maximilien Ier en 1477 ;
- Le sceptre et l'orbe des joyaux de la couronne de Bohême ;
- Le trésor de l'ordre de la toison d'or de l'héritage du père de Marie, le duc Charles le Téméraire.

Plusieurs joyaux de valeur, dont l’une des plus grandes émeraudes du monde, sont exposés. Une partie du trésor comprend également la couronne du prince de Transylvanie Étienne II Bocskai et les deux « héritages inaliénables de la Maison d'Autriche »: une dent de narval géante qui aurait été la corne d'une licorne (Ainkhürn) et le bol en agathe de l'Antiquité tardive qui était censé être le légendaire Saint Graal. Les objets personnels de Napoléon II et sa mère Marie-Louise d'Autriche sont aussi exposés.

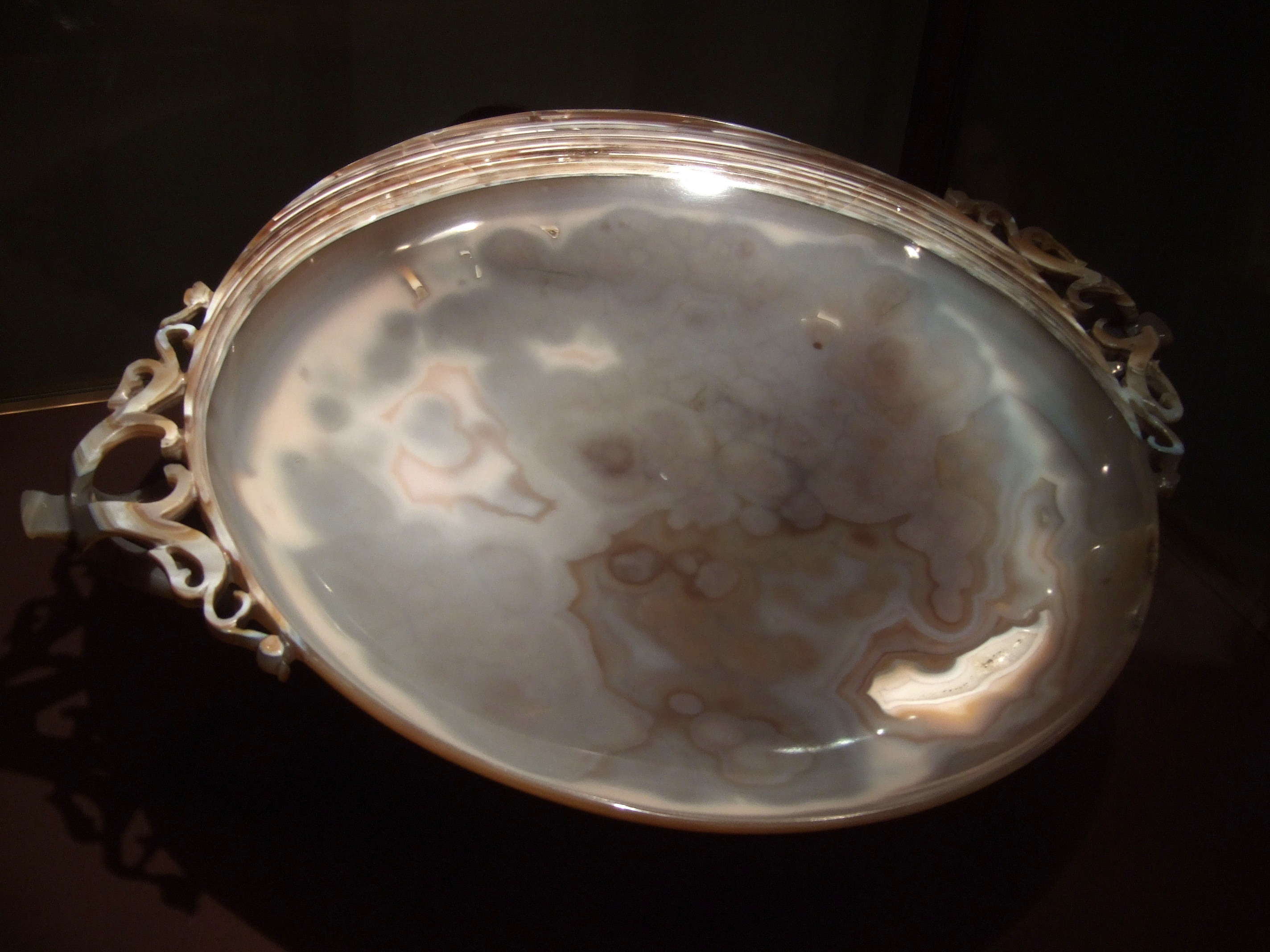
Bol en agate.
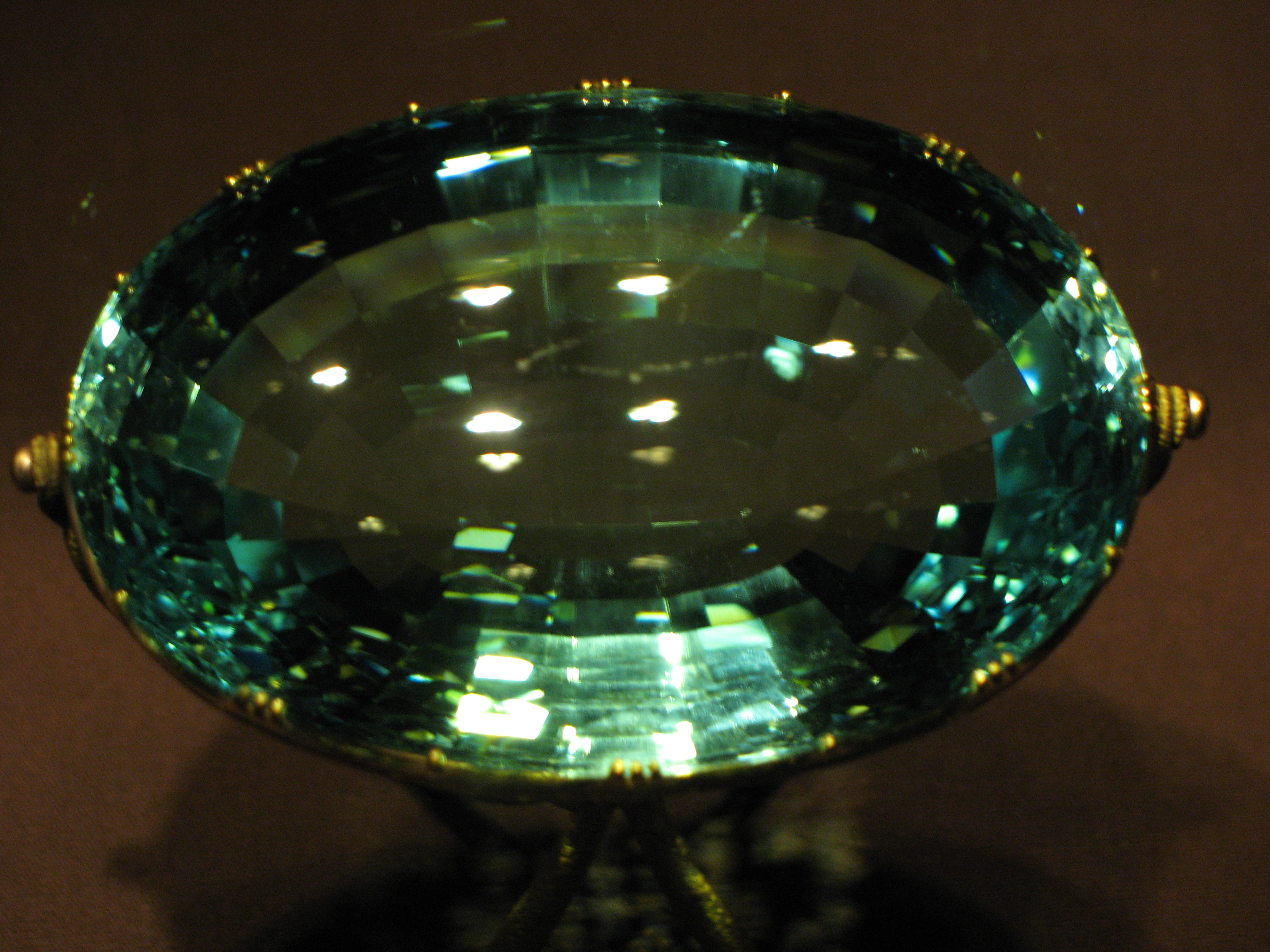
Aigue-marine.
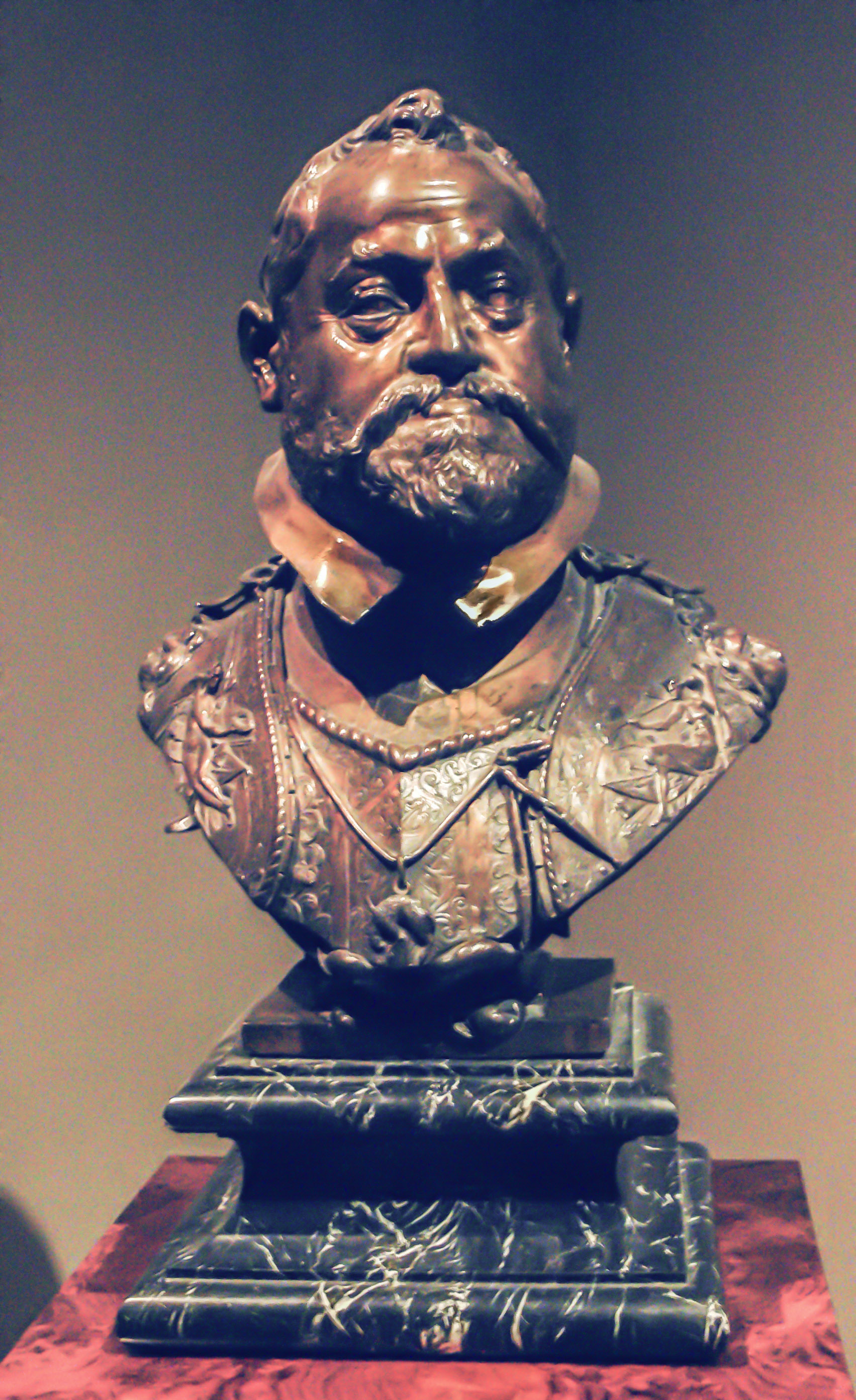
Buste de l'empereur Rodolphe II.
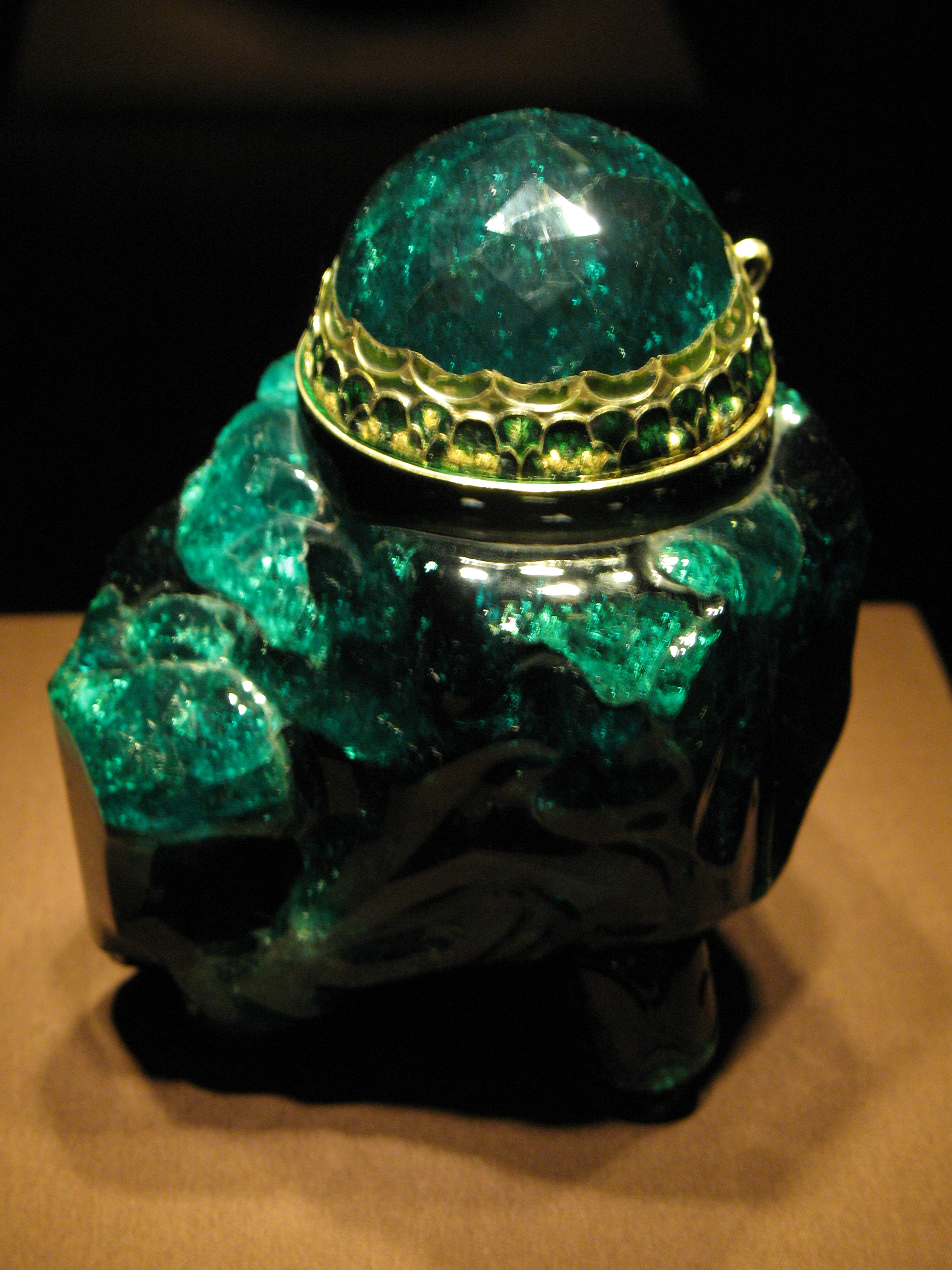
Navire en émeraude.
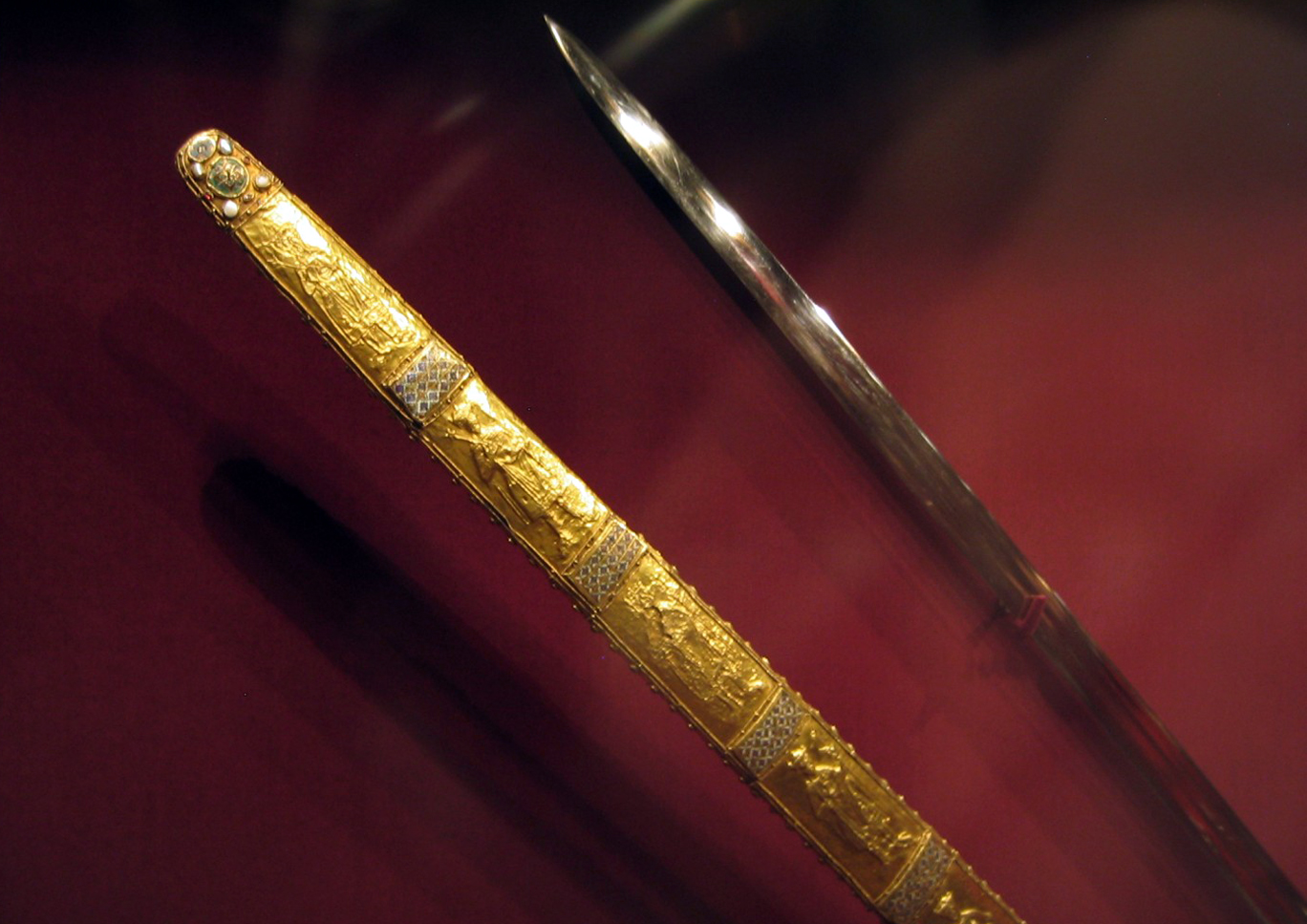
Epée impériale.
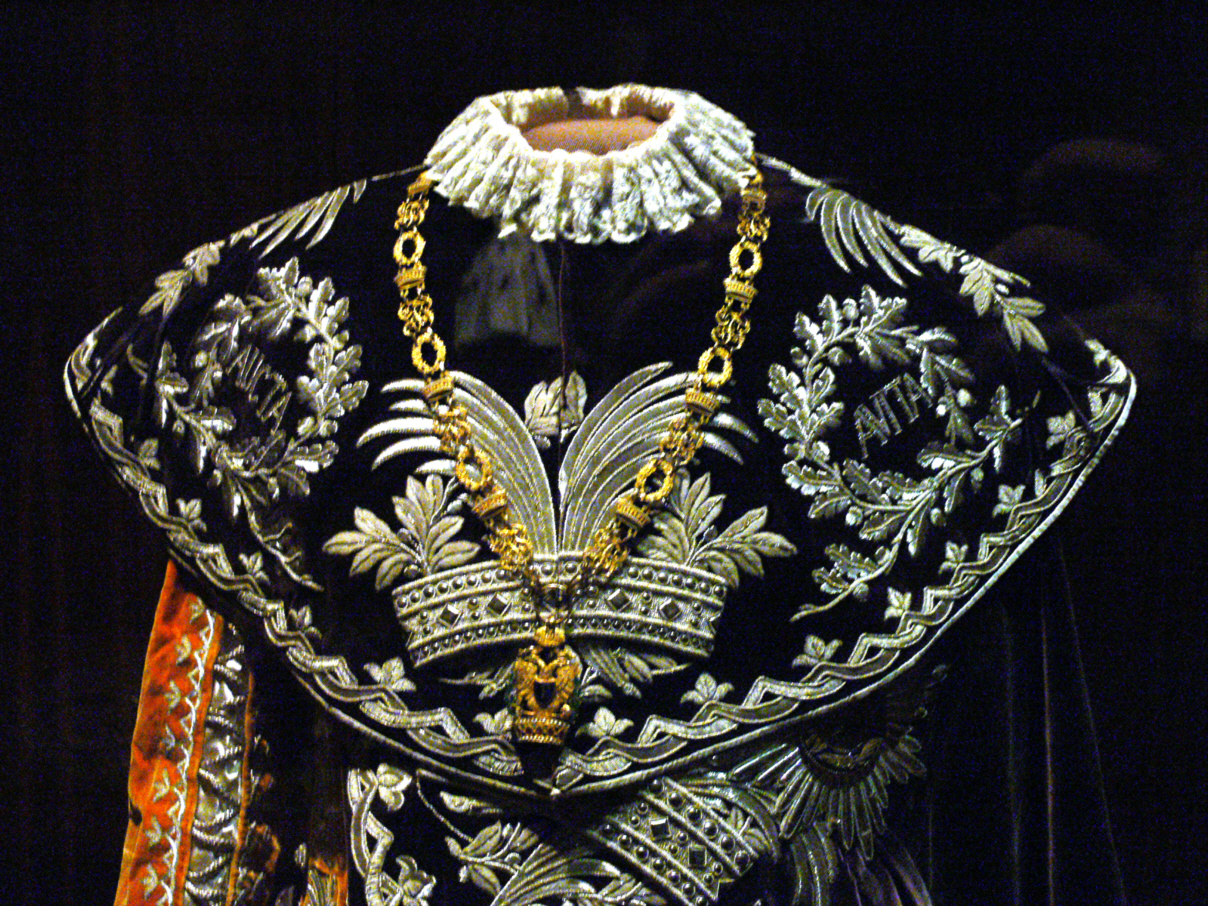
Regalia de l'ordre autrichien de la Couronne de fer.

### Collection ecclésiastique
La collection ecclésiastique contient de nombreuses images de dévotion et autels, la plupart du temps de l'époque baroque.